# Llorenç de Mèdici el Vell
Llorenç de Mèdici, anomenat Llorenç de Giovanni de Mèdici o Llorenç el Vell (en italià: Lorenzo di Giovanni de' Medici o Lorenzo il Vecchio) (Florència, República de Florència 1395 - íd. 1440) fou un banquer de la família Mèdici que va ser l'iniciador de la branca familiar anomenada "Il Popolano".

## Orígens familiars
Va néixer vers el 1395 a la ciutat de Florència sent fill de Giovanni de Bicci de Mèdici i Riccarda Bueri. Fou germà de Cosme el Vell i fou educat per Carlo Marsuppini.

## Núpcies i descendents
Es casà el 1416 amb Ginevra Calvalcanti, amb la qual va tenir dos fills:
- Francesco de Mèdici
- Pierfrancesco de Llorenç de Mèdici (1431-1469)

## Vida
Llorenç seguí al seu germà, el qual s'instal·là temporalment a Ferrara, Verona i Vicenza. El 1433 intentà reunir un exèrcit per a alliberar Cosme quan aquest va ser detingut sota l'acusació de tirania, i més tard es va unir a ell a Venècia i van retornar junts a Florència, on Cosme fou rebut com un heroi i nomenat senyor de la ciutat.
Encara que centrà part de la seva vida a l'activitat familiar de la Banca, Llorenç també va esdevenir ambaixador davant el papa Eugeni IV i la República de Venècia en nom de la República. El 1435 es va traslladar a Roma per a supervisar els assumptes del Banc Mèdici a la cort papal.
Va morir el 23 de setembre de 1440 a la Vil·la Mèdici de Careggim, sent enterrat a la Basílica de Sant Llorenç de Florència.